# Graham Crowden
Graham Crowden est un acteur britannique, né et mort à Édimbourg (30 novembre 1922-19 octobre 2010).

## Biographie
Après des études à la Edinburgh Academy, Graham Crowden quitte son Écosse natale pour Londres où il commence sa carrière au théâtre aux côtés de Laurence Olivier puis pour la BBC. Il est surtout connu pour ses rôles dans If… (1968), The Amazing Mr. Blunden (1972) ou encore Rien que pour vos yeux (1981). En 1974, il refuse le rôle du Docteur dans la série Doctor Who et ce fut Tom Baker qui fut choisi.

## Filmographie
- 1959 : The Bridal Path de Frank Launder : L'homme donnant des explications sur la plage
- 1962 : We Joined the Navy (en)
- 1964 : One Way Pendulum de Peter Yates : L'avocat
- 1966 : Morgan (Morgan: A Suitable Case for Treatment) de Karel Reisz : Le conseiller
- 1968 : If… de Lindsay Anderson : Le professeur d'histoire
- 1969 : Le Gang de l’Oiseau d’or (The File of the Golden Goose) de Sam Wanamaker : Smythe
- 1969 : Leo the Last de John Boorman : Max, l'avocat
- 1970 : The Rise and Rise of Michael Rimmer (en) : L'évêque de Cowley
- 1971 : Up the Chastity Belt (en) : Sir Coward de Custard
- 1971 : Mon petit oiseau s'appelle Percy, il va beaucoup mieux, merci (Percy) : Alfred Spaulton
- 1971 : The Night Digger (en) de Alastair Reid : Monsieur Bolton
- 1971 : Casanova (en) (série télévisée) : Feldkirchner
- 1972 : Something to Hide (en) de Alastair Reid : Lay Preacher
- 1972 : Dieu et mon droit de Peter Medak : Truscott
- 1972 : The Amazing Mr. Blunden de Lionel Jeffries : Monsieur Clutterbuck
- 1973 : Les Décimales du futur (The Final Programme) : Dr. Smiles
- 1973 : Le Meilleur des mondes possible (O Lucky Man !) de Lindsay Anderson : Stewart / Professeur Millar / Meths Drinker
- 1974 : Prince noir (série télévisée) : Monsieur Crevace
- 1974 : The Abdication : Cardinal Barberini
- 1977 : Jabberwocky : Monsieur Fishfinger
- 1977 : Hardcore : Lord Yardarm
- 1977 : 1990 (série télévisée) : Dr. Sondeberg
- 1979-1980 : Doctor Who (série télévisée) : épisode « The Horns of Nimon » : Soldeed
- 1981 : Rien que pour vos yeux (For Your Eyes Only) de John Glen : Premier Lord de l'amirauté
- 1982 : Britannia Hospital de Lindsay Anderson : Le Professeur Millar
- 1982 : Drôle de missionnaire (The Missionary) de Richard Loncraine
- 1984 : La Compagnie des loups (The Company of Wolves) de Neil Jordan : Le vieux prêtre
- 1985 : Out of Africa : Souvenirs d'Afrique (Out of Africa), de Sydney Pollack : Lord Belfield
- 1998 : I Want You de Michael Winterbottom
- 2000 : Le 10e Royaume (The 10th Kingdom) (feuilleton TV) : Le vieil elfe
- 2002 : Inspecteur Barnaby (TV) : Reggie Barton
- 2003 : Calendar Girls de Nigel Cole : Richard